# オノレ5世 (モナコ公)
オノレ5世・ガブリエル（Honoré V Gabriel, 1778年5月14日 - 1841年10月2日）は、モナコ公（在位：1819年 - 1841年）。

## 生涯
モナコ公オノレ4世とマザラン女公ルイーズ・ドーモンの間の第1子・長男。モナコは1793年2月14日フランスに併合されたため、家族とフランス市民になる。フランス軍に入隊し、第一帝政期はベルク大公ジョアシャン・ミュラや皇后ジョゼフィーヌの宮廷で側近として仕えた。

1814年5月30日のパリ条約でモナコはフランスから再独立した。1815年の年明け、病弱な父オノレ4世を補佐していた叔父ジョゼフ公子に代わって摂政に就任。オノレ5世は1815年3月1日、パリからモナコへ向かう途中、エルバ島から脱出してゴルフ＝ジュアンに上陸した皇帝ナポレオン1世とカンヌ郊外で遭遇し、次のような会話を交わしている。
同日、オノレは皇帝が遣わしてきた使者に対し、皇帝はフランスの全兵士と国民の大歓迎を受けるだろうと伝えた。
ナポレオンの百日天下の終焉を経て1815年6月に閉会したウィーン会議の結果、モナコはピエモンテ＝サルデーニャの保護国とされた。1819年の父の死で正式にモナコ公となったオノレ5世は、厳しいモナコの経済状況の改善のために苦闘した。オノレは思い切った増税を行って財政健全化を進め、祖父オノレ3世が開いたタバコ工場を取り戻そうとしたが、工場はサルデーニャ政府に閉鎖されてしまった。また、オノレ5世は雇用創出、殖産興業、貧困改善のために工場群やオレンジ農園協同組合の創設を試みた。しかし彼の努力は全く人々に理解されず、オノレ5世のやり方は専制的だとさえ見なされた。
1815年にオノレ5世が出した布告では、教区教会に教区民が自費で設置したベンチすらも課税の対象となり、人々は彼の吝嗇と強欲さを恨んだ。加えて人嫌いのオノレ5世は公衆の面前に姿を現すこともしなかった。こうしたオノレ5世の不人気が、マントンやロクブリュヌ＝カップ＝マルタンといったモナコに属するコミューンの反モナコ感情を高めていったと考えられている。
オノレ5世は私生活においても、自分のための贅沢や享楽には惜しみなく金を使ったが、他人に対しては非常に吝嗇だったと言われ、家族に支給する扶持も非常識なほど少額に抑えていた。モナコ公爵宮殿の修史官ギュスターヴ・セージュによれば、オノレ5世は誰も信用せず、後継者となる弟フロレスタンのことさえも遠ざけた。
生涯独身だったが、愛人フェリシテ・ルオール・ド・ガマシュ（Félicité Rouault de Gamaches）との間に非嫡出子オスカル・グリマルディ（1814年6月9日 パリ生 - 1894年7月15日 サン＝ジェルマン＝アン＝レー没）を儲けた。オスカルは1814年11月28日認知（嫡出追認）されたものの、公位を継ぐ資格は有さず、フランスの地方官として生涯を送った。

## 引用・脚注
1. ↑  “モナコ公国（Principality of Monaco） 基礎データ”. 日本国外務省 Ministry of Foreign Affairs of Japan. 2020年2月10日閲覧。
2. ↑  オリヴィエ・ブラン（フランス語版）（著）・小宮正弘（訳）『一五〇通の最後の手紙　フランス革命の断頭台から』朝日新聞社、1989年、P129。
3. 1 2  ドゥコー、P372。
4. ↑  アラン・ドゥコー（著）・小宮正弘（訳）『ナポレオンの母』時事通信社、1988年、P371。
5. ↑  ドゥコー、P371。
6. 1 2  “GRIMALDI FAMILY: LEGACY OF PRINCE HONORÉ V”. Hello Monaco. 2017年7月4日時点のオリジナルよりアーカイブ。2017年12月3日閲覧。
7. 1 2  De la Canorgue, Victor (1851). Les règnes d'Honoré V et de Florestan I, princes de Monaco. University of Lausanne 2017年12月4日閲覧。
8. ↑  Saige, Gustave (1897). Monaco: Ses Origines et Son Histoire. New York Public Library: Imprimerie de Monaco 2017年12月3日閲覧。
9. ↑  “Fontaine-Française : des pages d’histoire”. Le Bien Public. 2017年12月3日時点のオリジナルよりアーカイブ。2017年12月3日閲覧。
10. ↑  Brégeon, Jean-Joël (1991). Les Grimaldi de Monaco: L'Histoire en tête. Monaco: Critérion. ISBN 9782741300687
11. 1 2  Edwards, Anne (1992). The Grimaldis of Monaco. Morrow. ISBN 9780688088378